# Мцхетоба
Мцхетоба-Светицховлоба: Свято історії та віри
Мцхетоба-Светицховлоба – це один з найважливіших релігійних та державних свят Грузії, який відзначається 14 жовтня. Цей день присвячений великій святині – Хитону Господньому, який, за переказами, зберігається у Светицховелі, головному храмі Мцхети.
Історичне значення
Мцхета – це древня столиця Іберії, а нині – Грузії. Саме тут, за переказами, апостол Андрій Первозданний проповідував християнство. Светицховелі, заснований у IV столітті, є одним з найстаріших християнських храмів на території Грузії. Легенда свідчить, що під час будівництва храму, на місці, де мав стояти вівтар, з’явився дивовижний стовп, який почав рости. Коли намагалися його видалити, стовп просочився миром, який вважається частиною Хитона Господнього.
Свято сьогодні
Святкування Мцхетоби-Светицховлоби – це не просто релігійний обряд, а масштабна подія, яка об’єднує мільйони віруючих. У цей день в Мцхеті збираються паломники з усієї Грузії та з-за кордону, щоб взяти участь у святковій літургії у Светицховелі.
Основні елементи свята:
Релігійна процесія: Священики несуть хрест і ікони в урочистій процесії навколо храму.
Літургія: У Светицховелі служиться урочиста літургія, на яку збирається величезна кількість віруючих.
Паломництво: Тисячі людей відвідують інші святині Мцхети – Джварі і Самтавро.
Народні гуляння: Після релігійної частини свята починаються народні гуляння, ярмарки, концерти.
Значення для грузинського народу
Мцхетоба-Светицховлоба – це не просто релігійне свято. Це символ єдності грузинського народу, його історичної пам’яті та духовних цінностей. Святкування цього дня свідчить про глибоку віру грузин у Бога і про їхню прихильність до православних традицій.
Чому варто відвідати Мцхетобу-Светицховлобу?
Поринути в історію: Мцхета – це одне з найстаріших міст Грузії, сповнене історії та легенд.
Відчути духовність: Светицховелі – це місце сили, де можна відчути особливу атмосферу і спокій.
Познайомитися з грузинськими традиціями: Святкування Мцхетоби-Светицховлоби – це унікальна можливість познайомитися з грузинськими звичаями та культурою.
Помилуватися красою Грузії: Мцхета розташована в мальовничому місці, звідки відкривається чудовий вид на злиття річок Арагви і Кури.
Мцхетоба-Светицховлоба – це свято, яке об’єднує минуле і сьогодення, релігію і культуру. Це свято, яке варто відвідати хоча б раз у житті.